# Denise (Mato Grosso)
Denise is een gemeente in de Braziliaanse deelstaat Mato Grosso. De gemeente telt 11.142 inwoners (schatting 2009).